# Dolmányos sirály
A dolmányos sirály (Larus marinus) a madarak (Aves) osztályának a lilealakúak rendjébe, ezen belül a sirályfélék (Laridae) családjába tartozó faj.

## Előfordulása
A Balti-tenger északi partvidékén, Skandinávia, Izland és a Brit-szigetek partjainál költ. Délen Franciaországig; Grönland délnyugati részén, valamint Kanada keleti partja mentén, déli irányban New Yorkig. A múlt évszázadban megnőtt a populációja és az elterjedési területe.

## Megjelenése
Testhossza 64–79 centiméter, szárnyfesztávolsága 150–165 centiméter, testtömege pedig 1,7–1,9 kilogramm; a tojó könnyebb. A háta és szárnyainak oldala feketébe hajló szürke, feje és tollazatának többi része fehér. Mindkét nem ugyanúgy néz ki. A fióka tollazata felül barna-fehér pöttyös. A csőr hatalmas, erős és a csúcsán kampós. A lába hússzínű.
|  |  |  |

## Életmódja
Társas lény, táplálékkereséskor kisebb csoportokat alkot, és nagy kolóniákban költ. Tápláléka gerinctelen víziállatok, döghús, halak, rákok, madarak és azok tojásai, kisebb emlősök és hulladék. A szabadban 20 évet is élhet.

## Szaporodása
Az ivarérésig 4-5 év kell, hogy elteljen. A költési időszak április–július között van. Évente egyszer költ, ekkor 2-3 bőrszínű vagy olajzöld, barnán vagy szürkén pettyezett tojást rak a tojó. A tojásokon mindkét szülő kotlik 26-30 napig. A fiatal madarak 8 hetes korukban repülnek ki.
|  |  |  |

## Kárpát-medencei előfordulása
Márciustól májusig és szeptembertől decemberig ritka vendég Magyarországon.